# 東海郡
東海郡，一名郯郡、東晦郡，中國古郡名。
秦代始置，郡治在郯縣（今山東省郯城縣）。西漢時其轄境在今山東省臨沂市與江蘇省北部、安徽省天长市一帶，屬徐州刺史部。東漢、三國魏置東海國。西晉復置郡。南北朝時為雙方爭奪之地。東魏置海州。隋初廢，大業中復置郡，治朐山縣。唐天寶元年（742年）改海州為東海郡，乾元元年（758年）復為海州。

## 建置沿革

### 秦代
東海郡在秦代又稱郯郡，始置年代已不可考。秦始皇滅楚國後，於楚國東部之地置陳郡、薛郡。《元和郡縣志》謂秦時分薛郡置郯郡，治所在郯縣。劉師培認為：“疑在秦名郯，楚名東海，高祖初年名郯，又改名東海。”
根據出土的秦代封泥有東晦□馬字樣，研究者認為秦代東海郡的正式名稱應為東晦郡。“晦，暝也”，東晦與東海意義相同。
| 縣名   | 縣治所在地                                       | 始置年代 | 備註                                                       |
| ------ | ------------------------------------------------ | -------- | ---------------------------------------------------------- |
| 郯縣   | 山東省郯城縣郯國故城遺址                         |          |                                                            |
| 堂邑縣 | 江蘇省南京市六合区北                             | 戰國秦   |                                                            |
| 游陽縣 | 今江蘇省連雲港市及淮安市一帶                     |          |                                                            |
| 建陵縣 | 今江蘇省新沂市一帶，原属沭阳                     |          |                                                            |
| 蘭陵縣 | 山東省蘭陵縣西南蘭陵鎮                           | 戰國楚   |                                                            |
| 海陵縣 | 江蘇省泰州市一帶                                 | 戰國楚   | 楚置海陽縣，秦改名。                                       |
| 東陽縣 | 今安徽省天长市西北，（一说今江蘇省盱眙縣東陽鄉） |          | 漢初廢縣，並於此地置東陽郡，漢武帝執政時期又更名為廣陵郡。 |
| 下邳縣 | 江蘇省邳州市一帶                                 |          |                                                            |
| 播旌縣 |                                                  |          |                                                            |
| 贅其縣 | 江蘇省盱眙縣西南                                 |          |                                                            |
| 繒縣   | 山東省棗莊市東北蘭陵縣一帶                       |          |                                                            |
| 盱眙縣 | 江蘇省盱眙縣東北                                 | 戰國秦   |                                                            |
| 淮陰縣 | 江蘇省淮安市一帶                                 |          |                                                            |
| 廣陵縣 | 江蘇省揚州市蜀崗古城                             |          |                                                            |
| 凌縣   | 江蘇省泗洪縣一帶                                 |          |                                                            |
| 襄賁縣 | 山東省蘭陵縣東南一帶                             |          |                                                            |
| 朐縣   | 江蘇省連雲港市市區西南一帶                       |          |                                                            |

### 西漢
漢高帝五年（前202年），徙齊王韓信為楚王，以東海郡、會稽郡、泗水郡、薛郡、陳郡置楚國。次年，廢楚王韓信，分其地為二國：立劉交為楚王，以彭城郡、東海郡、薛郡置楚國；立劉賈為荊王，以東陽郡、鄣郡、會稽郡置荊國。景帝三年（前154年），削楚國東海郡為漢郡，又削趙國、膠西等國，引發了七國之亂。
武帝元鼎三年（前114年），分東海郡南部數縣置泗水國。成帝元延四年（前9年），東海郡治郯縣，屬徐州刺史部，領二十縣、十八侯國。其轄境大致相當於今山東省臨沂市大部、江蘇省連雲港市全境，以及徐州市東部一帶。平帝元始二年（公元2年），東海郡有358414戶，1559357人。
又《漢書》王子侯表載東海郡有辟土、東平、運平、文成、翟彭、東淮、淯、參、沂陵、江陽、藉陽、就鄉等侯國，地望無考。
| 縣名     | 縣治所在地                             | 始置年代 | 王莽改名 | 備註                                 |
| -------- | -------------------------------------- | -------- | -------- | ------------------------------------ |
| 郯縣     | 山東省郯城縣郯國故城遺址               |          |          | 故郯國。                             |
| 蘭陵縣   | 今該縣蘭陵鎮西南                       | 戰國楚   | 蘭東     | 荀子任縣令之地                       |
| 襄賁縣   | 山東省蘭陵縣一帶                       |          | 章信     | 曾析置鳣侯國。                       |
| 下邳縣   | 江蘇省邳州市一帶                       |          | 閏儉     | 有鐵官。                             |
| 良成侯國 | 江蘇省邳州市一帶                       |          | 承翰     | 魯安王子侯國                         |
| 平曲縣   | 江蘇省連雲港市境內                     |          | 平端     |                                      |
| 戚縣     | 山東省微山縣，一說在今臨沂市境內       |          |          |                                      |
| 朐縣     | 江蘇省連雲港市市區                     | 秦代     |          | 有鐵官。                             |
| 開陽縣   | 山東省臨沂市蘭山區北沂河西             |          | 厭虜     | 故鄅國。原名啓陽，避漢景帝諱改開陽。 |
| 費縣     | 山東省費縣縣城西北                     |          | 順從     | 都尉治所。故魯國季氏邑。             |
| 利成縣   | 山東省臨沭縣蛟龍鎮前、後利城村         |          | 流泉     |                                      |
| 海西縣   | 江蘇省灌南縣一帶                       |          | 東海亭   |                                      |
| 蘭祺侯國 | 無考                                   |          | 溥睦     | 魯安王子侯國                         |
| 繒縣     | 山東省蘭陵縣一帶                       |          | 繒治     | 故繒國。                             |
| 南成侯國 | 山東省費縣一帶                         |          |          | 城陽共王子侯國                       |
| 山鄉侯國 | 無考，约在枣庄市东北                   |          |          | 魯孝王子侯國                         |
| 建鄉侯國 | 無考                                   |          |          | 魯頃王子侯國                         |
| 即丘縣   | 山東省臨沂市境內                       |          | 就信     |                                      |
| 祝其縣   | 江蘇省贛榆縣班莊鎮古城村               |          | 猶亭     | 有羽山。                             |
| 臨沂縣   | 山東省臨沂市蘭山區白沙埠鎮北           |          |          |                                      |
| 厚丘縣   | 江蘇省沭陽縣一帶                       |          | 祝其亭   | 元始三年，分厚丘縣中鄉置義陽侯國。   |
| 容丘侯國 | 江蘇省邳州市一帶                       |          |          | 魯安王子侯國                         |
| 東安侯國 | 江蘇省東海縣西北                       |          | 業亭     | 魯孝王子侯國                         |
| 合鄉縣   | 約在山東省滕州市山亭区一帶             |          | 合聚     |                                      |
| 承縣     | 山東省棗莊市一帶                       |          | 承治     |                                      |
| 建陽侯國 | 山東省棗莊市薛城区沙沟镇南常村一帶     |          | 建力     | 魯孝王子侯國                         |
| 曲陽縣   | 江蘇省沭陽縣一帶                       |          | 從羊     |                                      |
| 司吾縣   | 江蘇省宿遷市宿豫區一帶                 |          | 息吾     |                                      |
| 于鄉侯國 | 無考                                   |          |          | 泗水勤王子侯國                       |
| 平曲侯國 | 無考                                   |          | 端平     | 廣陵厲王侯國                         |
| 都陽侯國 | 無考                                   |          |          | 城陽戴王子侯國                       |
| 陰平侯國 | 枣庄市峄城区阴平镇                     |          |          | 楚孝王子侯國                         |
| 郚鄉侯國 | 無考                                   |          | 徐亭     | 魯頃王子侯國                         |
| 武陽侯國 | 山東省郯城縣一帶，詳址無考             |          | 弘亭     | 史丹封國。                           |
| 新陽侯國 | 山东省枣庄市薛城区邹坞镇北安阳村北附近 |          | 博聚     | 魯頃王子侯國                         |
| 建陵侯國 | 今江蘇省新沂市一帶，一說在今棗莊市     |          | 付亭     | 魯孝王子侯國                         |
| 昌慮侯國 | 山東省滕州市羊庄镇土城村               |          | 慮聚     | 魯孝王子侯國                         |
| 都平侯國 | 無考                                   |          |          | 城陽荒王子侯國                       |

### 新莽、東漢
王莽改東海郡為沂平郡。漢光武帝建武十五年（39年），封皇子劉陽為東海公，十七年進爵為王，東海遂為王國。建武十九年（43年），立東海王劉陽為皇太子，改名劉莊，並改封原皇太子劉彊為東海王。二十八年（52年），徙魯王劉興為北海王，東海王劉彊兼食魯郡，東海國的都城由郯縣遷往魯郡魯縣。東海王劉彊遷都魯郡後，多次上書要求將東海国歸還朝廷。明帝永平中，劉彊薨，其子劉政繼立，東海国收歸朝廷，改魯郡為魯國。劉政雖以魯國為封國，但王號不改，仍為東海王。永平十五年（72年），析東海国之下邳、曲陽、司吾、良成四縣與臨淮郡數縣置下邳國。順帝永和五年（140年）東海国領十三縣：郯、蘭陵、戚、朐、襄賁、昌慮、承、陰平、利城、合鄉、祝其、厚丘、贛榆。郯縣為東海国治、徐州州治。
獻帝建安三年（198年），析東海国、琅邪郡、北海郡之地置昌慮郡、利城郡。十一年，昌慮郡併入東海国。建安十七年（212年），封皇子劉敦為東海王，復置東海國。此時魯國劉羨仍為東海王，出現了兩個東海王並存的局面，直至曹魏代漢。

### 魏晉南北朝
魏時省東海郡贛榆縣。太和六年（232年），封文帝子曹霖為東海王，置東海國。晉復置東海郡。太康元年（280年）復置贛榆縣。此時東海郡領郯、祝其、朐、襄賁、利城、贛榆、厚丘、蘭陵、承、昌慮、合鄉、戚，共十二縣。有11100戶。元康元年（291年），分東海置蘭陵郡。永嘉以後，東海郡沒於後趙。晉安帝時收復淮北，復置東海。
南朝宋明帝泰始中，青、徐二州為北魏攻佔，於贛榆縣僑置青州。泰始七年（471），置東海縣。又析贛榆縣置鬱縣，立西海郡，屬青州。劉宋末年，東海郡領襄賁、贛榆二縣，全郡有2411戶，13941人。又於今江蘇鎮江一帶置南東海郡，領郯、祝其、襄賁、利成、西隰、丹徒、武進等縣，屬南徐州。南齊建元初，於今江蘇省漣水縣一帶置北東海郡，領襄賁、僮、下邳、厚丘、曲城等縣，屬冀州（僑置）。
東魏武定七年（549年），得梁青州北海郡（僑置）之地，置東海郡，領贛榆、安流、廣饒（梁僑置）、下密（梁僑置）四縣，有1242戶，5904人，屬海州。武定八年，置郯郡，治郯縣，領郯、臨沂、建陵、歸昌四縣，屬東徐州。北周改置朐山郡。

### 隋唐
隋朝開皇三年（583年）廢天下諸郡。大業三年（607年）改海州為東海郡，治朐山縣，領朐山、東海、漣水、沭陽、懷仁五縣。唐武德四年（621年），廢東海郡，置海州，領朐山、龍沮、新樂、曲陽、沭陽、厚丘、利城、懷仁等縣。天寶元年（742年），仍以海州為東海郡，領朐山、東海、沭陽、懷仁四縣，有28549戶，184009人。乾元元年（758年），復改為海州。

## 太守

### 東海太守
- □慶，秦末東海守。[20]
- 汲黯，字長孺，東郡濮陽人。武帝建元末在任。遷主爵都尉。[21]
- 黎扶，武帝時在任。[22]
- 魯賜，碭郡人，武帝時在任。[23]
- 尹翁歸，字子兄，河東平陽人。宣帝地節中在任。元康元年（前65年）遷右扶風。[24]
- 韋宏，魯國鄒人。宣帝時在任。[25]
- 馮立，字聖卿，上黨人。馮奉世之子。成帝時在任。[26]
- 金參，漢哀帝時在任。[27]
- 唐俨，字整之，北海郡平寿人，北魏献文帝时在任 约475年。
- 裴宽（唐玄宗天宝年间）[28]

### 東海相
- 鮑永，字君長，上黨屯留人。東漢建武十五年（39年）至十六年任東海相。[29]
- 郭竟，真定人。光武帝時在任。[30]
- 宗均，字叔庠，南陽安衆人。永平元年（58年）至五年（62年）在任。[31]
- 杜喬，字叔榮，河內林慮人。順帝時在任。
- 桓□，南陽人，永壽元年（155年）在任。[32]
- 黃浮，汝南人，桓帝延熹中在任。[33]
- 劉寬，字文饒，弘農華陰人。延熹末在任。[34]
- 韋著，字休明，京兆杜陵人。靈帝時在任。[35]
- 滿□，山陽人。熹平元年（172年）在任。[32]
- 刁韙，字子榮，彭城人。東漢末在任。
- 趙咨，字文楚，東郡人。靈帝時在任。
- 江沛，字周南，河內修武人。靈帝時在任。[36]
- 鄐熙，東漢末在任。[37]
- 汲廉，獻帝初平三年（192年）在任。
- 徐璆，字孟平，廣陵人。獻帝時在任。
- 任恭，年代無考。[38]
- 宥吾民，年代無考。[39]
- 薛衍，年代無考。[40]
- 青陽愔，年代無考。[41]

### 注
- 昌豨，首任兼末任昌慮郡太守，建安三年臘月（199年初）至十一年（206年）八月在任，死後該郡併入東海郡。[42][43]

## 人物
- 王臧，東海蘭陵人。從申公習《詩》，武帝時為郎中令，後下獄自殺。[23]
- 繆生，東海蘭陵人。從申公習《詩》，官至長沙內史。[23]
- 褚大，東海蘭陵人。從齊人胡母生習《公羊傳》。官至梁相。[23]
- 孟□，人稱孟卿，東海蘭陵人。從嬴公習《春秋》，治《儀禮》、《春秋》。[23]
- 孟喜，字長卿，孟卿之子，從田王孫習《易》，為丞相掾。[23]
- 蒼，字近君，東海郯人。師從夏侯始昌、孟卿，治《詩》、《禮》，傳《后氏禮》。[23]
- 疏廣，字仲翁，東海蘭陵人。師從孟卿，傳《疏氏春秋》，官至太子太傅。[44]
- 定國，字曼倩，東海郯人。漢宣帝時丞相。[44]
- 東海孝婦，西漢東海郡人，侍奉婆婆十多年，被誣處死。于定國為其平反。[44]
- 白光，字少子，儒生。師從孟喜，為經學博士。[23]
- 嚴延年，字次卿，東海下邳人。漢宣帝時為河南太守。[45]
- 嚴彭祖，字公子，東海下邳人。師從眭孟，習《公羊傳》，立“春秋嚴氏學”，官至河南太守。[23]
- 翼奉，字少君，東海下邳人。師從后蒼，治《齊詩》。漢元帝時為諫大夫。[46]
- 蕭望之，字長倩，東海蘭陵人。師從后蒼。漢宣帝時御史大夫、前將軍。[47]
- 匡衡，字穉圭，東海承人。師從后蒼。漢元帝時丞相。[48]
- 殷嘉，師從京房習易學。[23]
- 發福，師從栗豐習《韓詩》。[23]
- 薛宣，字贛君，東海郯人。漢成帝時為御史大夫、丞相。[49]
- 申咸，漢哀帝時給事中。[49]
- 毋將隆，字君房，東海蘭陵人，漢哀帝時為京兆尹。[50]
- 毋將永，東海蘭陵人。儒生，從沛人高相習《易經》。[23]
- 王朗，字景興，東海郯人。三國魏司徒。
- 王肅，字子雍，王朗子。三國魏經學家，編有《孔子家語》。
- 糜竺，字子仲，東海朐人。三國蜀漢將領。
- 何承天，東海郯人。劉宋時數學家，改定《元嘉曆》。官至衡陽內史、著作郎。
- 徐陵，字孝穆，東海郯人。南朝梁、陳之際文學家。